# イルジー・フデッツ
イジー・フデツ（Jiří Hudec, 1923年8月31日 - 1996年7月28日）は、モラヴィア出身の指揮者、作曲家。
ブルノの生まれ。ブルノ音楽院でフランチシェク・ミヒャレクにオルガン、ヴィレム・ペトルジェルカに作曲を学ぶ。1944年から1946年までルドヴィク・クンデラにピアノの個人レッスンを受けた後、ヤナーチェク音楽院でフランチシェク・ストゥプカとフランチシェク・イーレクに指揮法を学んだ。1953年から1972年までブルノのチェコ放送スタジオのオーケストラの首席指揮者を務めた。1971年からチェコ放送スタジオのディレクターとして作曲活動も行うようになった。
ブルノにて没。